# Roland Ekenberg
Bo Göran Roland Ekenberg, tidigare Arvidsson, född 21 mars 1957 i Jönköpings Sofia församling i Jönköpings län, är en svensk militär, som åren 2005–2018 var rikshemvärnschef.

## Biografi
Ekenberg avlade regementsofficersexamen vid Krigsskolan 1979 och utnämndes samma år till löjtnant vid Smålands artilleriregemente. Han befordrades till kapten 1982 och till major 1987. Åren 1979–1987 tjänstgjorde han som plutonchef och kompanichef först vid Smålands artilleriregemente och efter detta regementes nedläggning 1985 vid Bergslagens artilleriregemente. Han tjänstgjorde i Svenska Cypernbataljonerna 1984–1985, gick stabskurs 1987–1989 och tjänstgjorde vid Arméstaben 1989–1994. Han befordrades 1994 till överstelöjtnant och tjänstgjorde vid Högkvarteret 1994 samt vid Mellersta arméfördelningen 1995–1996. Han var 1996–1999 chef för Artilleriets stridsskola och befordrades 1997 till överste. År 1999 befordrades han till överste av första graden, varefter han var chef för Östra arméfördelningen 1999–2000 och chef för Markstridsavdelningen i Krigsförbandsledningen i Högkvarteret 2000–2001. År 2002 blev han brigadgeneral och var chef för Ledningskansliet vid Försvarshögskolan 2002–2005.
Den 1 juli 2005 tillträdde Ekenberg som rikshemvärnschef. Han befordrades den 31 maj 2017 till generalmajor. Den 31 augusti 2018 gick Ekenberg i pension och efterträddes som rikshemvärnschef av Stefan Sandborg.
Ekenberg har deltagit i ett stort antal krigsförbandsövningar och övningar eller utbildningar för krigsuppgifter. Han var hemvärnsinstruktör och aktiv medlem i Artilleribefälsföreningen i Jönköping. Ekenberg har också varit förbundsordförande under en tid i Svenska Blå Stjärnan för Jönköpings län.
Ekenberg är gift med Christina Ekenberg och har två barn. Han är sedan 1994 bosatt i Linköping.

## Utmärkelser
- H.M. Konungens medalj i guld av 12:e storleken (2019) för framstående insatser som rikshemvärnschef.[17]
- Kungliga Krigsvetenskapsakademiens belöningsmedalj i guld, 8:e storleken (12 november 2013)[18]
- Hemvärnets Petri-medalj i guld (HvPetriGM)[19]
- Svenska Brukshundklubbens förtjänstmedalj (2018)[20]
- Ekenbergmedaljen i guld (2 April 2017)[21]
- Insatsingenjörernas Riksförbunds förtjänstmedalj (23 mars 2017)[22]
- Riksförbundet Sveriges lottakårers kungliga förtjänstmedalj i guld (november 2018)[23]
- Frivilliga Radioorganisationens förtjänstmedalj i guld (2012)[24]
- Frivilliga skytterörelsens Bernadotte-medalj (FSRBernGM) (26 november 2018)[25]
- Svenska CBRN-förbundets guldmedalj nr. 5 (26 november 2018)[26]
- SBK Skånes förtjänstmedalj (31 August 2018)[27]